# Beckemeyer
Beckemeyer – wieś w Stanach Zjednoczonych, w stanie Illinois, w hrabstwie Clinton.